# Synagoga v Ústí nad Labem
Synagoga v Ústí nad Labem se nacházela v centru města Ústí nad Labem na severní straně ulice Malá Hradební.

## Historie
Postavena byla v roce 1880 podle plánů architekta Alwina Köhlera jako eklektická vysoká budova v orientálním slohu s ženskou galerií. Výstavba byla financovaná ze zdrojů členů obce a prvním duchovním správcem byl učitel Lippmann Deller. Počátkem 20. století byla budova rozšířena a doplněna o varhany od firmy Rieger.
Na konci září 1938 bylo Ústí nad Labem společně se Sudety připojeno k Německé říši. Synagoga sice přečkala Křišťálovou noc, nakonec však byla 31. prosince 1938 vypálena zfanatizovaným davem. Zbyly jen obvodové zdi a přízemí zakoupila v roce 1940 řeznická firma, která zde zbudovala výrobnu a řeznické učiliště. To bylo při bombardování města v roce 1945 částečně poškozeno.
V poválečném období zřídil místní městský národní výbor v 50. letech v původním sklepě synagogy veřejné záchodky.
K roku 2012 místo synagogy již nezbylo nic, co by budovu synagogy připomínalo. Do roku 2006 stávala v blízkosti původní lokality synagogy tzv. nová tržnice a od roku 2009 se na tomto místě nachází obchodní centrum Forum.